# Rhopus semiluteus
Rhopus semiluteus är en stekelart som först beskrevs av Timberlake 1920.  Rhopus semiluteus ingår i släktet Rhopus och familjen sköldlussteklar. Inga underarter finns listade i Catalogue of Life.